# 清水ゆーり
清水 ゆーり（しみず ゆーり、1973年1月21日 - ）は日本の漫画家。東京都出身。血液型はO型。1992年に「魔法使いでもいいよね」が『りぼん』（集英社）夏のびっくり大増刊号に掲載されデビュー。『りぼん』（同）本誌、その増刊などで活動。

## 作品

### 連載
- 今夜もパラダイス（『りぼん』1994年8月号 - 1994年10月号）

### 読み切り
- 魔法使いでもいいよね（『りぼん』1992年夏のびっくり大増刊号）
- 桃太郎がヒロイン!（『りぼんオリジナル』1992年秋の号）
- 放課後のマジックランド（『りぼん』1993年早春のびっくり大増刊号）
- トリプル・ハート（『りぼん』1993年春のびっくり大増刊号）
- 眠りの森の魔法使い（『りぼん』1993年冬のびっくり大増刊号）
- ガラスの靴はこわれない（『りぼんオリジナル』1993年12月号）
- ちーさな魔法使い（『りぼん』1994年冬休みおたのしみ増刊号）
- 怪盗アリス（『りぼんオリジナル』1994年4月号
- 月で逢えたら（『りぼん』1994年秋のびっくり大増刊号）
- 怪盗アリス-トラブル美術館-（『りぼんオリジナル』1995年4月号）
- ノンストップ・アクセル（『りぼん』1995年夏休みおたのしみ増刊号）
- アクセル・リターンズ（『りぼん』1995年秋のびっくり大増刊号）
- それでもハッピー!（『りぼん』1995年冬休みおたのしみ増刊号）
- ほんとーは天使娘（『りぼん』1996年2月号別冊付録）
- 天使娘の大冒険（『りぼん』1996年秋のびっくり大増刊号）
- 雪女注意報（『りぼん』1997年早春のびっくり大増刊号）
- 昨日までの悪魔（『りぼん』1997年初夏のびっくり大増刊号）
- 水晶玉に聞いてみて（『りぼん』1997年秋のびっくり大増刊号）
- マジックランドであいましょう（『りぼんオリジナル』1998年4月号）
- かわいいひと（『りぼん』1999年初夏のびっくり大増刊号）
- ラブ・ウォーズ（『りぼん』2000年春のびっくり大増刊号）
- ちゃらでいず（『りぼんオリジナル』2000年10月号）
- 愛はココにある（『りぼん』2001年早春のびっくり大増刊号）
- ラブリー2号（『りぼん』2001年秋のびっくり大増刊号）
- 歌姫桜吹雪（『りぼん』2002年早春のびっくり大増刊号）
- 歌姫純情恋心（『りぼん』2002年初夏のびっくり大増刊号）
- ハッピー★トライアル（『りぼん』2004年秋のびっくり大増刊号） - 単行本未収録。

### その他
- ハッピーのクイズチャンピオン（『りぼん』1994年4月号 - 1995年7月号）
- ハッピーのスーパークイズチャンピオン（『りぼん』1995年8月号 - 1996年1月号）

### イラスト
- 魅力・チャート&血液型診断（著：小泉茉莉花[3]、2007年、ポプラ社）

## 書誌情報
すべて集英社のりぼんマスコットコミックスより刊行。

### 単行本
- 魔法使いでもいいよね（1994年5月18日初版発行[4]、ISBN 4-08-853735-1）
  - 「魔法使いでもいいよね」「眠りの森の魔法使い」「ガラスの靴はこわれない」「ちーさな魔法使い」「桃太郎がヒロイン!」収録。
- 今夜もパラダイス（1995年2月20日初版発行[5]、ISBN 4-08-853783-1）
  - 今夜もパラダイス」「ずっとパラダイス」「放課後のマジックランド」「トリプル・ハート」収録。
- 怪盗アリス（1996年7月20日初版発行[6]、ISBN 4-08-853870-6）
  - 「怪盗アリス」「怪盗アリス-トラブル美術館-」「ほんとーは天使娘」「それでもハッピー!」「ノンストップ・アクセル」「アクセルリターンズ」「月で逢えたら」収録。
- 水晶玉に聞いてみて（1998年5月20日初版発行[7]、ISBN 4-08-856083-3）
  - 水晶玉に聞いてみて」「昨日までの悪魔」「雪女注意報」「天使娘の大冒険」収録。
- マジックランドであいましょう（2001年6月20日初版発行[8]、ISBN 4-08-856292-5）
  - 「マジックランドであいましょう」「かわいいひと」「ラブ・ウォーズ」「ちゃらでいず」収録。
- 歌姫桜吹雪（2002年9月18日初版発行[9]、ISBN 4-08-856405-7）
  - 「歌姫桜吹雪」「歌姫純情恋心」「愛はココにある」「ラブリー2号」収録。

### アンソロジー
- りぼん新人まんが家デビュー作集2 愛という気持ち 他6編（池野恋編、1993年3月20日初版発行[10]、ISBN 4-08-853658-4）
  - 「魔法使いでもいいよね」収録。